# Fernando Pessoa
Fernando António Nogueira Pessoa (Lisszabon, 1888. június 13. – Lisszabon, 1935. november 30.) portugál költő.

## Élete
Tisztviselőcsaládból származott, édesapja korán meghalt, mikor Pessoa még csak ötéves volt. Költői tehetségét a feltételezések szerint édesanyjától örökölte, aki újra férjhez ment, s a család a mostohaapa konzuli kinevezése miatt Dél-Afrikába költözött.
Tanulmányait Dél–Afrikában, Durbanban, majd a Fokvárosi Egyetemen folytatta. Angolul, görögül, németül, franciául olvasott műveket, filozófusokat és szimbolistákat.
Ígéretes egyetemi előmenetelét feladva 1905-ben hazatért Lisszabonba, hogy a portugál irodalomnak szentelje magát. Nyelvismeretét felhasználva egy kereskedelmi vállalatnál helyezkedett el levelezőként. Barátaival megalapította az Orféu című folyóiratot.
Bizarr személyiségnek, „hisztérikus neuraszténikus” típusnak tartották. Élete végén lett ismert költő hazájában, 1934-ben jelent meg költészeti életművét összefoglaló, első önálló portugál kötete Mensagem (Üzenet) címmel.

## Művei
A portugál modernizmus legkiemelkedőbb egyénisége legalább nyolcvanhat álnéven és stílusban írt, valamint saját neve alatt is publikált különböző nyelveken, vélhetőleg az énkeresés sajátos formáját jelentette nála a személyiség megtöbbszörözése. Minden alteregóhoz külön életrajzot, horoszkópot és aláírást is kitalált. Ismertebb heteronímjei: Alexander Search, Charles Robert Anon, Pantaleâo, Barao de Teive, Dr. Gaudêncio Nabos, Chevalier de Pas, Jean Seul, Raphael Baldaya, A. A. Cross, Maria Jose, Adolf Moscow, Jean Seul de Méleuret, Viciente Guedes, Barón de Teive, Frederico Reis, Fausto, Antonio Mora, Pero Botelho, Coelho Pacheco, Thomas Crosse, David Marrichi, Bernardo Soares stb.
A négy legfontosabb Pessoa-alak, mely egyben a négy alkímiai alapelem „nyelvbe transzponált megtestesülése” is volt:
- Ricardo Reis a halál utáni élet helyett az epikureista bölcsességet hirdeti.
- Alberto Caeiro prózai szabad versekben száll szembe a transzcendentalizmussal. A dolgok rejtett értelme az, hogy „egyáltalán nincs rejtett értelmük”.
- Álvaro de Campos a whitmani szabadvers és dionüszoszi óda költője, aki az értelmetlenség futurista bölcsességét hirdeti.
- Fernando Pessoa saját néven hagyományos költői eszközöket használ.

Pessoa négy különböző „énjének” közös vonásai:
- Világa szinte kimeríthetetlen, az érzelmeket és az észt feloldó gondolatmenetek jelennek meg, átéli az elidegenedést, látja a töredékes polgári világot.
- Szerinte az élet csak a titokzatosság szintjén egyetemes jellegű.
- Egzisztencializmus: hajlam az okkult tudományok iránt, borzongás a létezés előtt.

## Magyarul megjelent művei

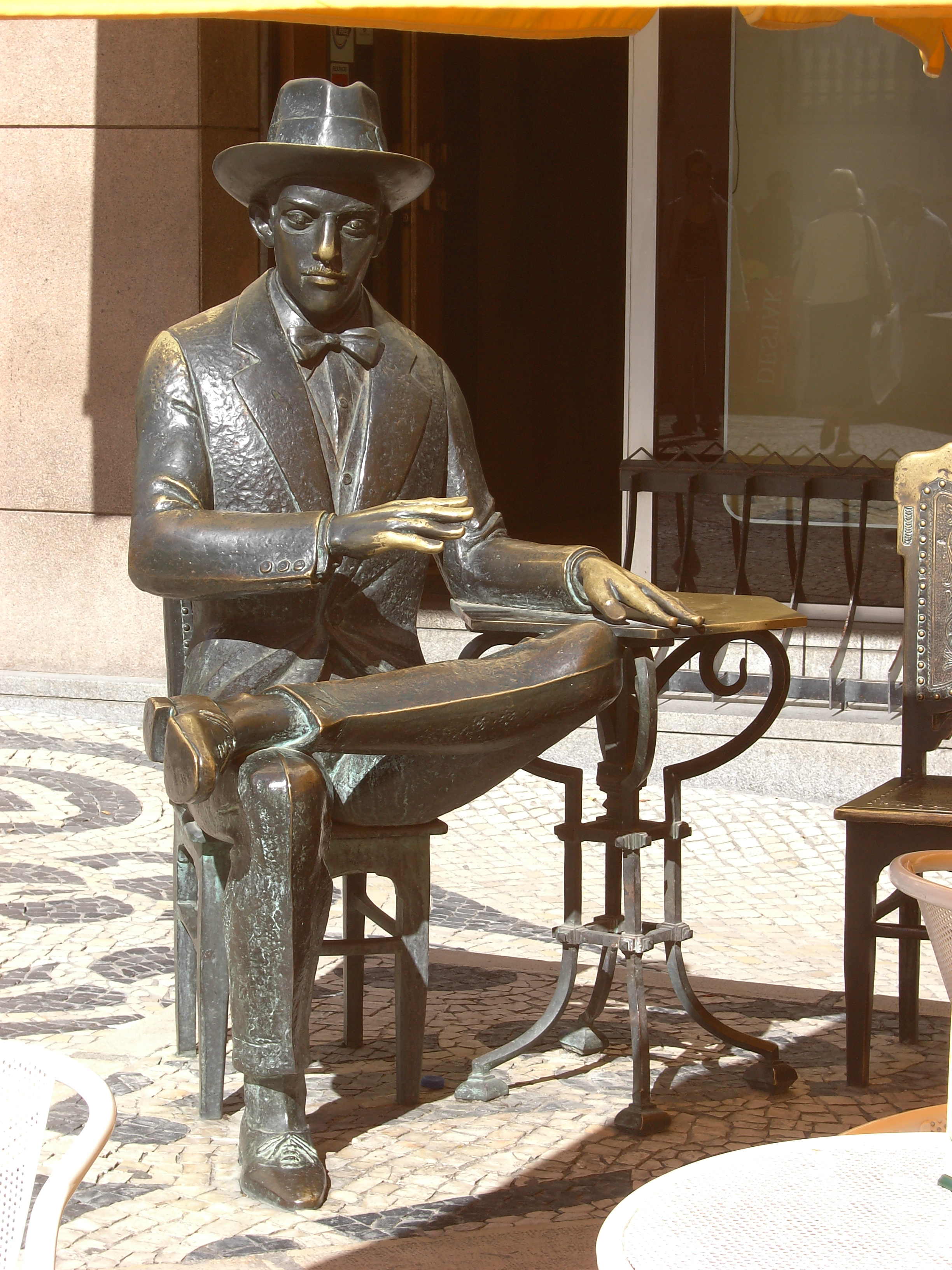
Szobra Lisszabonban

- Ez az ősi szorongás; vál., ford., utószó Somlyó György; Európa, Bp., 1969
- Arc többes számban; szerk., vál., utószó Pál Ferenc, ford. Csuday Csaba et al., ill. Almada Negreiros; Helikon, Bp., 1988
- Bernardo Soares: A kétségek könyve Részletek; vál., ford. Pál Ferenc; Kráter, Bp., 1989
- Üzenet. Mensagem; szerk., nyersford., bev. Pál Ferenc, ford. Deák László et al.; Ictus, Szeged, 1994
- Nemzet, emberiség, Isten. Esztétikai, politikai és ezoterikus írások; ford. Pál Ferenc, Hungavia-Kráter–Magvető, Bp., 1991
- A kétségek könyve, 1-2.; ford. Pál Ferenc; Íbisz, Bp., 1998
- Daloskönyv 1.; versvál., bev., szerk. Pál Ferenc, ford. Bernát Éva et al.; Íbisz, Bp., 2001
- Önelemző és elméleti írások; vál., előszó, jegyz. Pál Ferenc, ford. Albert Sándor et al.; Íbisz, Bp., 2001
- Alberto Caeiroː A nyájak őrizője és más versek; ford. Döbrentei Kornél, előszó, prózaford., szerk. Pál Ferenc; Íbisz, Bp., 2001
- Álvaro de Camposː Diadalív; vál., nyersford., előszó, szerk. Pál Ferenc, ford. Csuday Csaba et al.; Íbisz, Bp., 2002
- Ricardo Reisː Ódák; vál., nyersford., szerk. Pál Ferenc, ford. Somlyó György et al.; Íbisz, Bp., 2003
- Álvaro de Camposː Versek; vál., szerk. Pál Ferenc, ford. Csuday Csaba, Déri Balázs; Íbisz–Prae.hu, Bp., 2007
- Portugál tenger. Válogatott versek; vál., ford. Mohácsi Árpád, előszó Kőrösi Zoltán; Pesti Kalligram, Bp., 2008
- Bensőmben sokan élnek; vál. Pál Ferenc, ford. Csuday Csaba, Déri Balázs, Döbrentei Kornél et al.; Kárpát-medencei Tehetséggondozó Nonprofit Kft.–Előretolt Helyőrség Íróakadémia, Bp., 2018

## A kultúrában
Fernando Pessoa és alteregói más irodalmárokat is megihlettek. José Saramago könyvet írt Ricardo Reis-ről O Ano da Morte de Ricardo Reis címen, amely magyarul Ricardo Reis halálának éve címen jelent meg 1984-ben.
A műben a szerző továbbírja Pessoa képzeletbeli költőtársának történetét, képet adva a portugál kultúráról és történelemről.